# Peter Elster (Jurist)
Peter Elster (* 22. Dezember 1913 in Riepe; † 16. März 1990 in Leer) war ein deutscher Jurist, Oberkreisdirektor des Landkreises Leer und langjähriger Präsident der Ostfriesischen Landschaft.

## Leben
Peter Elster wurde in eine Pastorenfamilie hineingeboren. Sein Vater Theodor Elster war Superintendent und später Generalsuperintendent. Während der Zeit des Nationalsozialismus spielte der Vater eine wichtige Rolle in der Bekennenden Kirche. Elster wurde lutherisch erzogen. Obwohl sein Vater konsequenter Gegner des Nationalsozialismus war, wandte sich Peter dem deutschnationalen Gedankengut zu und trat 1931 der Hitlerjugend bei.
Nach dem Abitur 1934 und einer kurzen Tätigkeit in der Hitlerjugend begann Elster 1938 sein Studium der Rechtswissenschaften. Zum 1. Mai 1937 war er der NSDAP beigetreten (Mitgliedsnummer 5.888.305). Nach dem Zweiten Weltkrieg, in dem er als Soldat diente und zweimal verwundet wurde, distanzierte er sich vom Nationalsozialismus. 1947 wurde er nach einem Entnazifizierungsverfahren in die Kategorie V (unbelastet) eingestuft.

## Berufliche Laufbahn
1951 schloss Elster seine juristische Ausbildung ab. Nach Stationen in der Verwaltung wurde er 1955 zum Oberkreisdirektor des Landkreises Leer gewählt, ein Amt, das er bis 1978 innehatte. In dieser Funktion setzte er sich unter anderem für die Gebiets- und Verwaltungsreform und die Verbesserung der Deichsicherheit im Rheiderland ein. Unter seiner Leitung wurden mehrere Schöpfwerke errichtet, um das Binnenland vor Überflutungen zu schützen.
Elster war langjähriges Vorstandsmitglied der Volkshochschule Leer und setzte sich für den Ausbau der beruflichen Bildung im Landkreis ein. Zudem engagierte er sich für den Erhalt und die Restaurierung historischer Bauten wie der Evenburg und der Haneburg in Leer ein. 1971 erwarb der Landkreis Leer das Gut Stikelkamp – maßgeblich auf Initiative Elsters – und pflegt das Gut seitdem.

## Präsidentschaft der Ostfriesischen Landschaft
Von 1964 bis 1988 war Peter Elster Präsident der Ostfriesischen Landschaft. Während seiner Amtszeit modernisierte er die Institution und baute ihre Rolle als Kulturträger Ostfrieslands erheblich aus. Unter seiner Leitung erhielt die Landschaftsbibliothek ein erstes eigenes Bibliotheksgebäude. Ferner wurde die Ostfriesische Landschaft Träger des Regionalen Pädagogischen Zentrums, das für die regionale Lehrkräftefortbildung für Ostfriesland in Aurich zuständig ist.

## Auszeichnungen
Elster wurde mehrfach geehrt, unter anderem mit dem Joost-van-den-Vondel-Preis (1973), dem Verdienstkreuz 1. Klasse des Verdienstordens der Bundesrepublik Deutschland (1973) und dem Großen Verdienstkreuz des Niedersächsischen Verdienstordens (1978).

## Werke (Auswahl)
- Hochmoorerschließung im Oberledingerland, Leer 1961.
- Heimatchronik des Kreises Leer, Köln 1962. (online)
- Ostfriesland. Land an der See, Land an der Grenze, Land im Wandel, Ostfriesland, 1968.
- Von Frieslands Freiheit, Leer 1974.
- Erinnerungen eines früheren Aufsichtsbeamten, Weener 1989.